# Timo Verwimp
Timo Verwimp (* 24. Juni 1981 in Lüdenscheid) ist ein ehemaliger deutscher Basketballspieler.

## Werdegang
Verwimp stand in den frühen 2000er Jahren im Bundesliga-Aufgebot von Bayer Leverkusen: In der Saison 2000/01 wurde er in einem und in der Saison 2002/03 in drei weiteren Begegnungen der Basketball-Bundesliga eingesetzt. Er verließ die Leverkusener 2003 und wechselte ans Catawba College in den US-Bundesstaat North Carolina. Mitglied von Catawbas Hochschulmannschaft war der 2,02 Meter große Innenspieler während der Saison 2003/04 und nahm Ende Dezember 2003/Anfang Januar 2004 an einer Europareise teil, während der Verwimp mit dem Catawba College gegen die isländische Nationalmannschaft und belgische Vereine zu Freundschaftsspielen antrat.
Er ging nach Deutschland zurück und stand 2004/05 in Diensten des Zweitligisten FC Schalke 04 sowie anschließend von 2005 bis 2010 der BSG Grevenbroich. Bis 2007 spielte Verwimp mit Grevenbroich in der 2. Basketball-Bundesliga und hernach in der 1. Regionalliga. Nach seinem Weggang aus Grevenbroich war Verwimp Spieler des MTV Köln in der 2. Regionalliga, in der Saison 2013/14 verstärkte er die RheinStars Köln in der 2. Regionalliga. 2014/15 war Verwimp Spieler von DJK Südwest Köln (2. Regionalliga).